# NGC 5932
NGC 5932 је спирална галаксија у сазвежђу Волар која се налази на NGC листи објеката дубоког неба.
Деклинација објекта је + 48° 36' 54" а ректасцензија 15h 26m 48,2s. Привидна величина (магнитуда) објекта NGC 5932 износи 14,5 а фотографска магнитуда 15,3. NGC 5932 је још познат и под ознакама MCG 8-28-33, CGCG 249-23, PGC 55109.